# Casa al camí del Mar, 12 (Begur)
La Casa al camí del Mar, 12 (abans 10) és una obra eclèctica de Begur (Baix Empordà) inclosa a l'Inventari del Patrimoni Arquitectònic de Catalunya.

## Descripció
Edifici de planta rectangular de planta baixa i dues plantes, amb afegit posterior a teulat augmentant per un costat només en 1 planta. L'edifici guanya el desnivell del carrer amb el jardí (una planta). La façana està composta en dues parts en vertical, on les obertures coincideixen, agrupades les obertures: a la part més esquerra hi ha l'entrada al garatge recent i que s'ha deixat l'antic guardapols, com a mostra, que es repeteix a les altres de la planta baixa (porta i finestra). Damunt de cada obertura hi ha les finestres superiors que tenen guardapols d'aire afrancesat. L'edifici resta dividit horitzontalment amb dues tires de pedretes de riu formant rombes de colors que es repeteixen als guardapols de la planta baixa i al sòcol). La part de la dreta repeteix la de l'esquerra però amb un conjunt de dues obertures. L'edifici es clou amb el volat del teulat a dues aigües. La casa està voltada d'un bosc de pins mediterranis, i la façana lateral té un porxo de sortida a ell.